# Archaeoglobitruncana
Archaeoglobitruncana es un género de foraminífero planctónico de estatus incierto, aunque considerado perteneciente a de la subfamilia Globotruncaninae, de la familia Globotruncanidae, de la superfamilia Globotruncanoidea, del suborden Globigerinina y del orden Globigerinida. Su especie tipo es Rugotruncana kefiana. Su rango cronoestratigráfico abarca desde el Campaniense superior hasta el Maastrichtiense inferior (Cretácico superior).

## Descripción
Archaeoglobitruncana incluía especies con conchas trocoespiraladas cóncava-convexas; sus cámaras eran ovaladas con dos tubuloespinas en cada lado; sus suturas intercamerales eran curvadas y elevadas en el lado espiral, y rectas e incididas en el lado umbilical; su contorno era redondeando y ligeramente lobulado; su periferia era angulosa, con dos carenas periféricas de la que se proyectan parejas de tubuloespinas en cada cámara; su ombligo era muy pequeño; presentaban pared calcítica hialina, con la superficie lisa o finamente pustulosa.

## Discusión
Clasificaciones posteriores incluirían Archaeoglobitruncana en la superfamilia Globigerinoidea. Archaeoglobitruncana fue descrito como un foraminífero planctónico con concha trocoespiralada, abertura interiomarginal y extraumbilical, cámaras tubuloespinadas y dos anillos de tubuloespinas en la periferia. Sin embargo, no fueron descritas aspectos importantes como la textura de la pared o la presencia o ausencia de estructuras aperturales. Las figuras de la especie tipo tampoco permiten aclarar estos aspectos, por lo que no es posible adscribirlo con precisión a qué familia pertenece. Por esta razón, el taxón permanece en estatus incierto.

## Clasificación
Archaeoglobitruncana incluye a las siguientes especies:
- Archaeoglobitruncana kefiana †
- Archaeoglobitruncana praekefiana †